# Bols tibetans

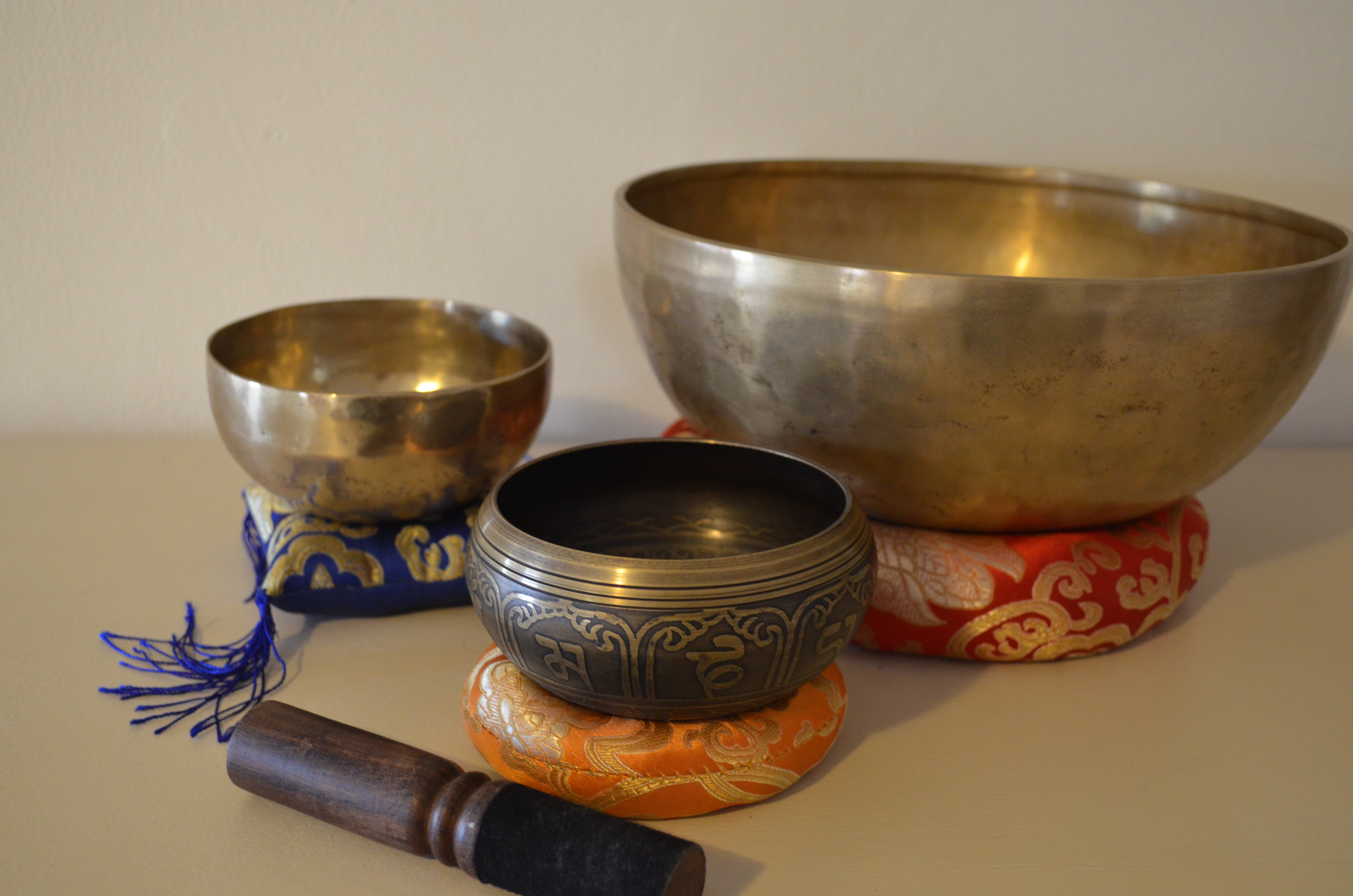
Bols tibetans

Els bols tibetans són instruments de metall en forma de bol. Sonen en copejar-los o fregar-los amb diferents tipus de palets.
S'usen en musicoteràpia i també en algunes pràctiques budistes per acompanyar la meditació.